# Puchowiec pięciopręcikowy
Puchowiec pięciopręcikowy, drzewo kapokowe (Ceiba pentandra (L.) Gaertn.) – gatunek drzewa z rodziny ślazowatych i podrodziny wełniakowych. Rośnie w Południowej, Środkowej Ameryce, w Meksyku, na Karaibach oraz w Afryce. Uprawiany jest w Azji, na wyspach Oceanii występuje zdziczały.

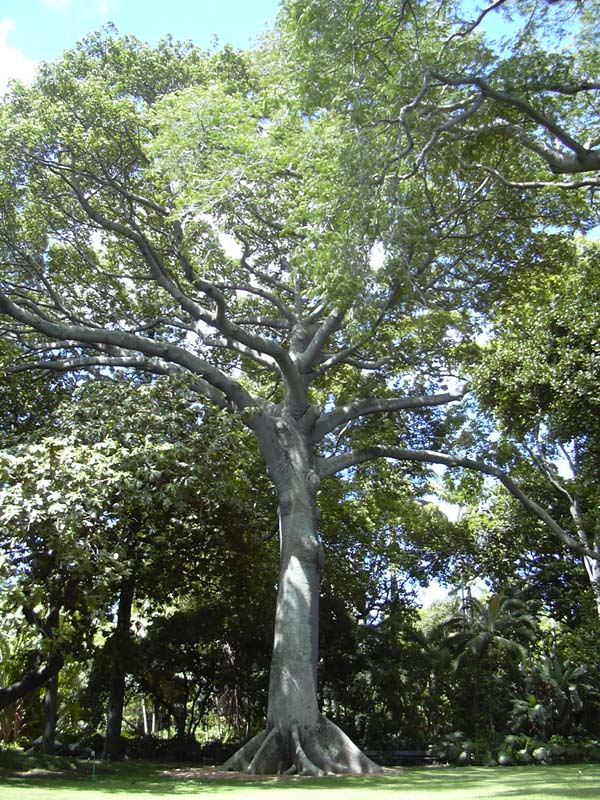
Puchowiec w ogrodzie
botanicznym w Honolulu

## Morfologia
Dorasta 60–70 m wysokości, pień wraz z korzeniami podporowymi osiąga średnicę 3 m. Pień o dość gładkiej korze pokrywają z czasem gęsto masywne, stożkowate kolce o długości kilku cm. Liście dłoniaste, złożone z 5 do 9 listków, każdy długości do 20 cm. Kwiaty posiadają 5 sterczących pręcików i różowe płatki. Owoce w postaci jajowatych torebek, zawierających nasiona. Dorosłe drzewo wytwarza kilkaset takich torebek. Nasiona w torebce otoczone są puchowym, żółtawym włóknem, zbudowanym z ligniny i celulozy.

## Biologia
Kwiaty puchowca są hermafrodytyczne. Kwitnięcie trwa 3-4 tygodni i rozpoczyna się na początku pory suchej. Kwiaty są w pełni rozwinięte w ciągu nocy i  wydzielają przy tym silny zapach, który przyciąga zwierzęta prowadzące nocny tryb życia np. - różne gatunki nietoperzy - Cynopterus sphinx oraz Pteropus giganteus.  W niektórych regionach to właśnie nietoperze poszukujące nektaru są głównym sposobem zapylania Ceiba pentandra.

## Zastosowanie
Włókno puchowca, zwane kapokiem, jest głównym celem jego uprawy. Jest ono bardzo lekkie, sprężyste i odporne na działanie wody. Dzięki tym zaletom wykorzystywane jest do wypełniania materaców, w tapicerstwie i jako wykładzina ocieplająca. W przeszłości używano go również do wypełniania pływaków kamizelek ratunkowych. Współcześnie kapok z większości zastosowań jest wypierany przez tworzywa sztuczne.
Z nasion puchowca tłoczy się olej, w niektórych regionach wykorzystywany do produkcji mydła. Może być również stosowany jako naturalny nawóz.
Roślina jadalna i pastewna
Młode liście, kwiaty i owoce w postaci ugotowanej podawane są z sosem. Liście stanowią również paszę dla kóz, owiec i bydła. Nasiona bogate w olej zapewniają pożywienie dla zwierząt. Prażone nasiona lub mąka są również spożywane przez ludzi, ale są uważane za ciężkostrawne. 
Roślina lecznicza
Puchowiec pięciopręcikowy jest szeroko stosowany w tradycyjnej medycynie na Karaibach, w Afryce, Ameryce Południowej, Indiach, na Sri Lance i w Azji Południowo-Wschodniej. Na Karaibach kora jest stosowana w wywołaniu moczopędności, liście w zapobieganiu wypadaniu włosów. W połączeniu z innymi roślinami jest stosowany do leczenia chorób skóry. W Birmie, korzenie są używane jako środek wzmacniający i w leczeniu rzeżączki. W Kambodży korzenie są uważane za środek mogący zmniejszyć gorączkę, kora ma pomagać w leczeniu rzeżączki, gorączki i biegunki. W Indonezji wywar z liści jest stosowany w leczeniu kiły. W Afryce, puchowiec jest uważany za lek na ból głowy, zawroty głowy, zaparcia, zaburzenia psychiczne i gorączkę. W Nigerii, liście, kora, pędy i korzenie są powszechnie stosowane. Ten lek w kombinacji z innymi roślinami jest stosowany do leczenia nadciśnienia i cukrzycy. Biochemicy wykazali, że ekstrakt z kory  podawany szczurom z cukrzycą znacznie zmniejsza ich poziom glukozy we krwi.

## Gatunek w kulturze
Motyw kolców puchowca pięciopręcikowego powtarza się na naczyniach, urnach i figurkach starożytnych Majów, dla których jest świętym drzewem.
Gatunek ten jest także symbolem Gwatemali i Gwinei Równikowej, gdzie jego wizerunek został przedstawiony na fladze i godle państwa.
Ze względu na potężne rozmiary i długowieczność drzewa w warunkach tropikalnych uważa się, że puchowiec pięciopręcikowy był inspiracją do stworzenia Drzew-Domów w filmie Avatar.

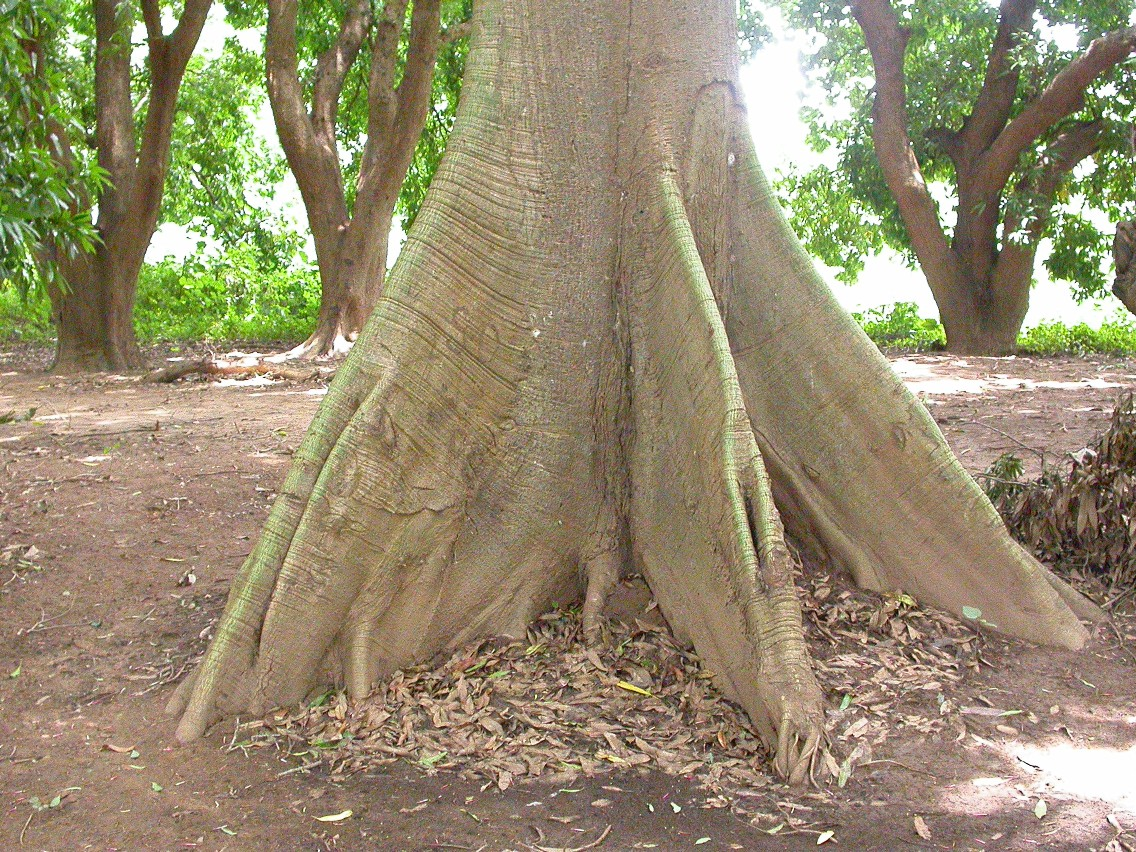
Korzenie
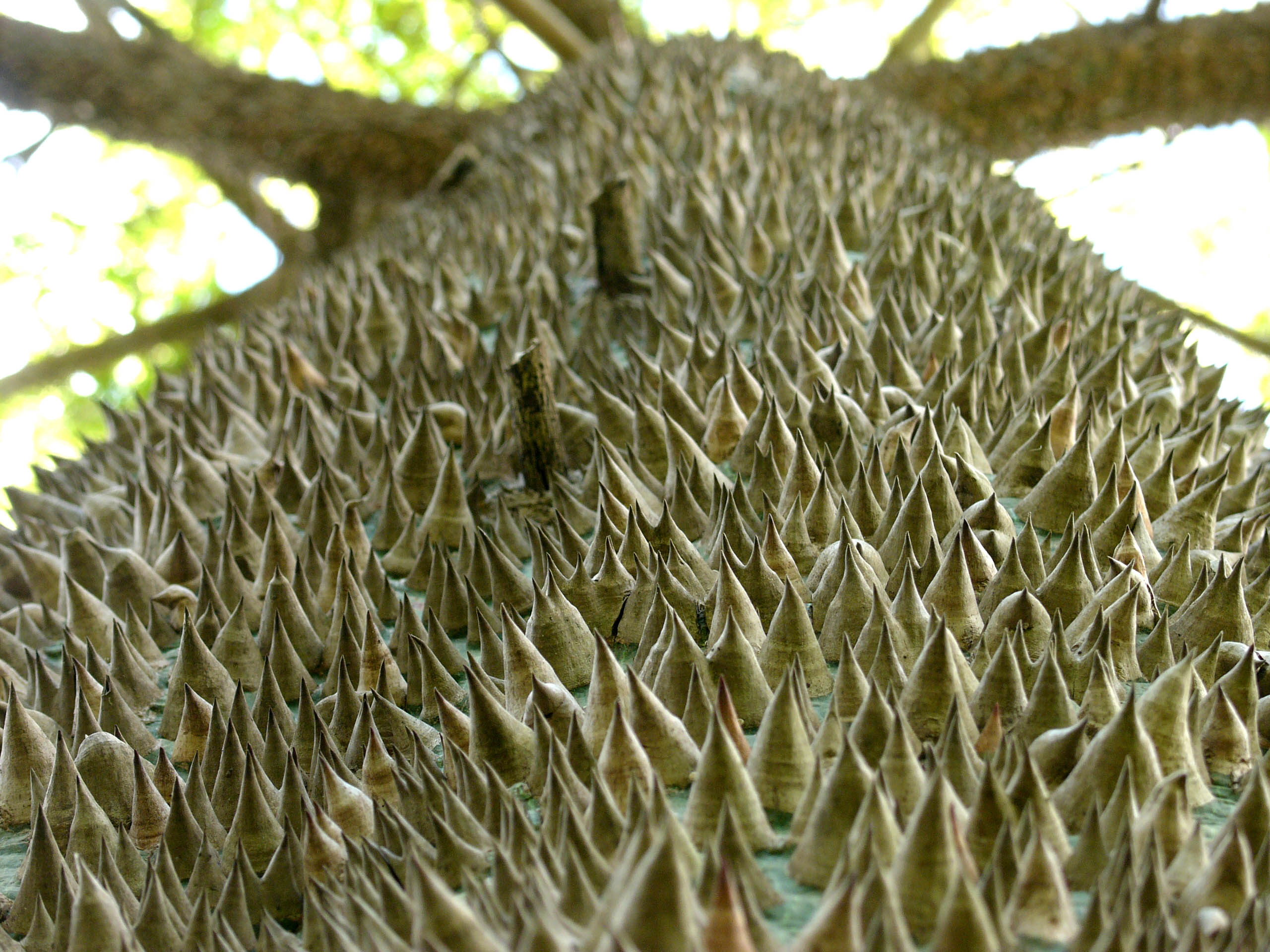
Kora
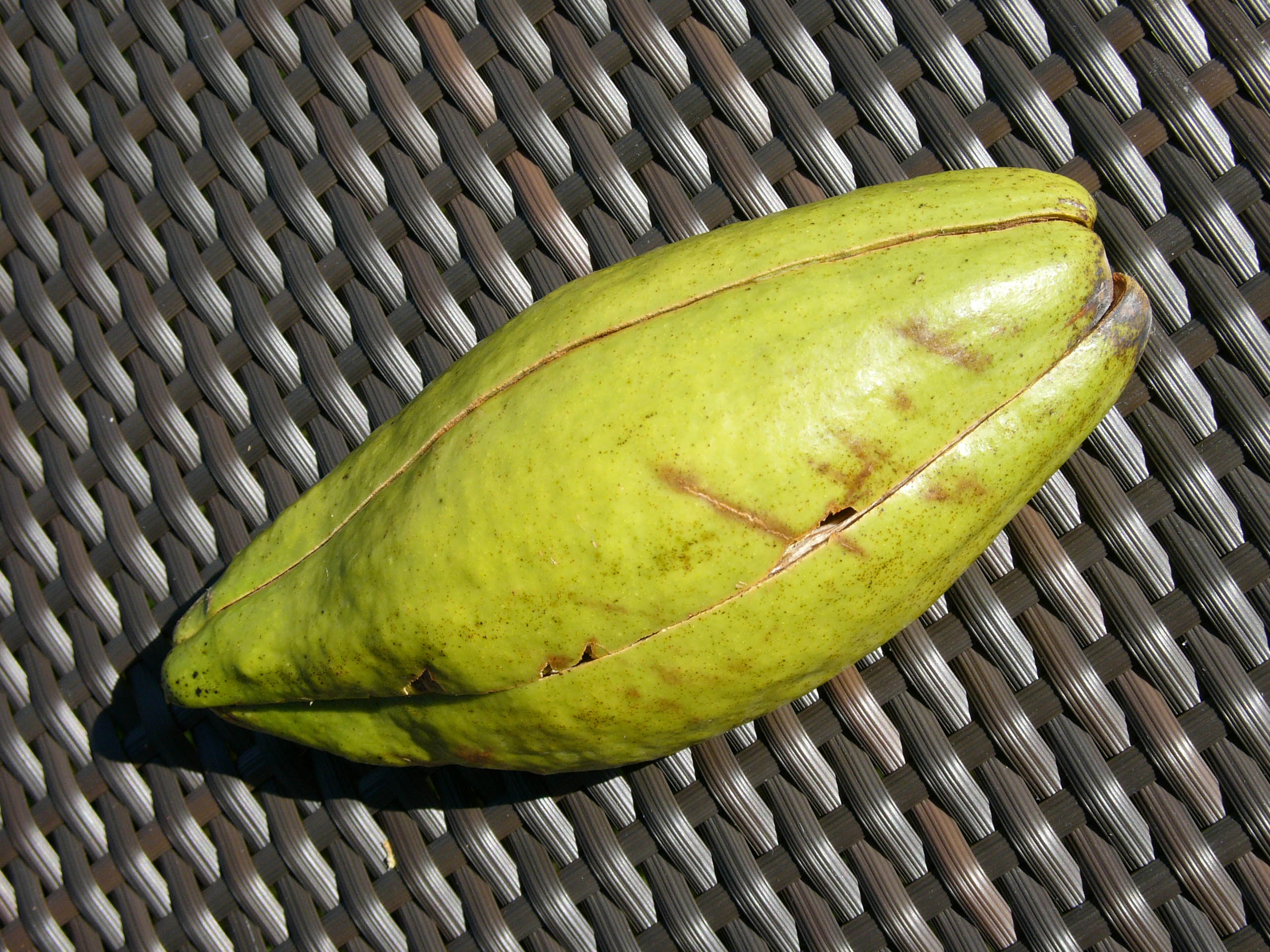
Owoc